# شانديغار
شَندِغار أو شَنديغار أو (نقحرة: شانديغار)(/ˌtʃʌndɪˈɡɑːr/) هي مدينة وإقليم اتحادي في شمال الهند وهي العاصمة لولايتي البنجاب وهاريانا. تقع المدينة بالقرب من سفوح جبال الهيمالايا وتحدها ولاية هاريانا من الشرق والبنجاب من الجهات الأخرى. تشكل مدينة شانديغار الجزء الأكبر من منطقة العاصمة شانديغار أو ما يُعرف بشانديغار الكبرى التي تضم أيضًا مدينتي بانتشكولا في هاريانا وموهالي في البنجاب. تبعد شانديغار حوالي 260 كيلومترًا (162 ميلًا) شمال العاصمة نيودلهي و229 كيلومترًا (143 ميلًا) جنوب شرق أمريتسار.
شانديغار من أولى المدن المخطط لها في الهند بعد الاستقلال وتشتهر عالميًا بالهندسة المعمارية والتصميم العمراني. الخطة الرئيسية للمدينة وضعها المهندس المعماري الفرنسي السويسري لو كوربوزييه وهي تستند إلى خطط سابقة أعدها المهندس المعماري البولندي ماكسيج نوفيكي والمخطط الأمريكي ألبرت ماير. صمم فريق بقيادة لو كوربوزييه وجين درو وماكسويل فراي معظم المباني الحكومية والسكنية في المدينة. أُعلن مجمع الكابيتول في شانديغار، هو جزء من مجموعة مباني كوربوزييه العالمية، موقعًا للتراث العالمي لليونسكو في الدورة الأربعين لمؤتمر التراث العالمي في يوليو 2016.
نمت شانديغار بشكل ملحوظ منذ إنشائها وكانت سبب في تطوير موهالي وبانتشكولا. يزيد عدد سكان منطقة العاصمة "Tri-City" عن 1,611,770 نسمة. يحتل إقليم الاتحاد مرتبة متقدمة في مؤشر التنمية البشرية بين الولايات والأقاليم الهندية. أشار استطلاع أجرته إل جي إلكترونيكس إلى أن شانديغار هي أسعد مدينة في الهند وفقًا لمؤشر السعادة في عام 2015. وصفتها هيئة الإذاعة البريطانية في مقال في نفس العام بأنها من بين المدن القليلة ذات التخطيط الرئيسي الناجح عالميًا في دمج العمارة الرائعة مع النمو الثقافي والتحديث.

## التسمية
اسم شانديغار مشتق من "شاندي" و"غاره" تشير كلمة "شاندي" إلى الإلهة الهندوسية شاندي وتعني "جاره" القلعة. الاسم مستوحى من معبد شاندي القديم المخصص للإلهة شاندي الواقع بالقرب من المدينة في منطقة بانتشكولا.
لقب المدينة ب"مدينة الجمال" وهو اسم مستمد من حركة المدينة الجميلة وهي فلسفة كانت رائجة في التخطيط الحضري لأمريكا الشمالية في التسعينات من القرن التاسع عشر وأواخره. أبدى المهندس المعماري ألبرت ماير، المخطط الأصلي لشانديغار، أسفه للتخلي الأمريكي عن مفاهيم المدينة الجميلة وأعلن: "نريد أن نبني مدينة جميلة..." استُخدم هذا الشعار في المطبوعات الرسمية في السبعينيات من القرن العشرين وهو الآن الوصف الذي تلقب به المدينة نفسها.

## التاريخ

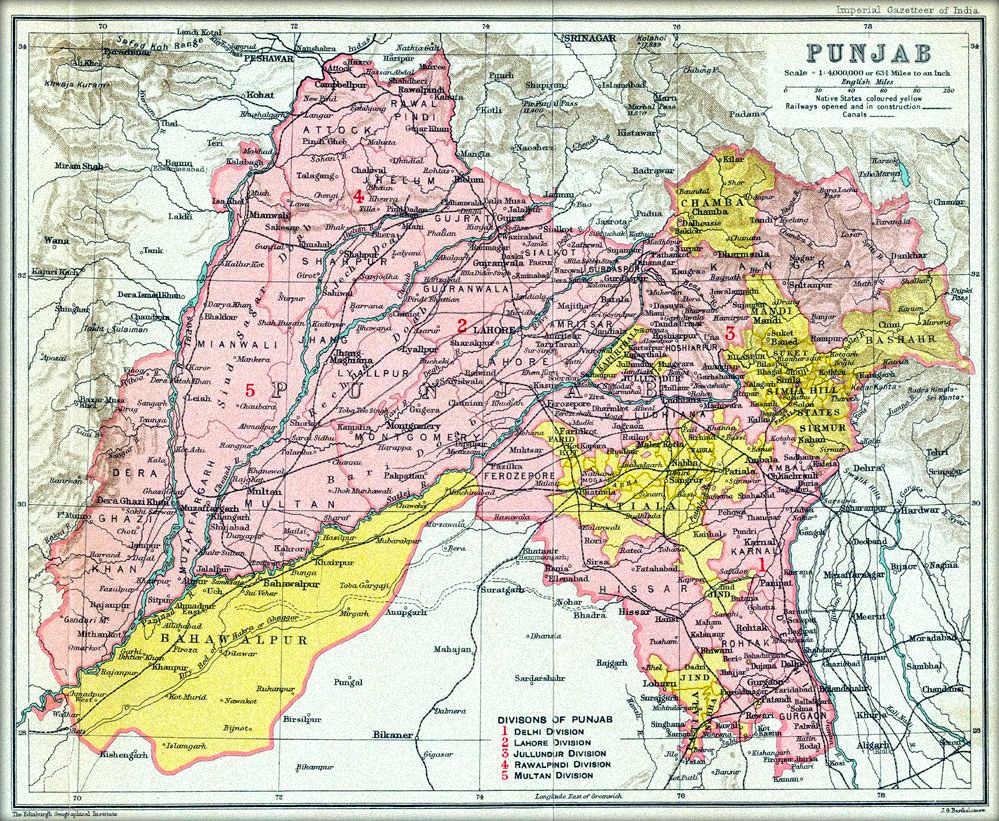
خريطة لمقاطعة البنجاب في الهند الاستعمارية عام 1909. خلال تقسيم الهند على خط رادكليف، أصبحت لاهور التي عاصمة مقاطعة البنجاب جزءًا من البنجاب الغربية الباكستانية. فاحتاج البنجاب الشرقي الهندي عاصمة جديدة لذا أنشئت شانديغار.

قسمت الهند على أساس ديني في عام 1947 فقُسمت مقاطعة البنجاب الهندية السابقة إلى البنجاب الشرقي الهندي ذو الأغلبية الهندوسية والبنجاب الغربي الباكستاني ذو الأغلبية المسلمة. كانت لاهور عاصمة البنجاب قبل التقسيم ثم أصبحت جزءًا من باكستان بعد التقسيم. أراد جواهر لال نهرو أول رئيس وزراء للهند بناء مدينة جديدة وعصرية لتكون عاصمة البنجاب بدلاً من نقل العاصمة إلى مدينة موجودة بالفعل. لعب بارتاب سينغ كايرون رئيس وزراء شرق البنجاب آنذاك، وإدوارد نيرمال مانجات راي السكرتير الأول لشرق البنجاب دورًا هامًا في إنشاء شانديغار. عيين المخطط والمهندس المعماري الأمريكي ألبرت ماير لتصميم مدينة جديدة تُدعى "شانديغار" في عام 1949. استحدثت الحكومة شانديغار من حوالي خمسين قرية كانت تتحدث البوادهية في ولاية شرق البنجاب آنذاك. وكانت شيملا عاصمة مؤقتة للبنجاب.
طور ألبرت ماير مدينة تعتمد على الكتل الفائقة تتخللها مساحات خضراء. توقف ماير عن العمل في تصميم المدينة بعد وفاة شريكه المعماري ماثيو نوفيكي في حادث طائرة عام 1950. استعان المسؤولون الحكوميون بلو كوربوزييه ليخلف ماير ونوفيكي وقد اعتمد على العديد من عناصر خطة ماير الأصلية دون أن ينسبها إليه. صمم لو كوربوزييه العديد من المباني الإدارية منها المحكمة العليا وقصر الجمعية ومبنى الأمانة العامة، وكذلك قُسمت المدينة. في شانديغار أكبر منحوتات لو كوربوزييه التي يصل ارتفاعها إلى 26 مترًا وهي منتحوتة اليد المفتوحة. هناك اثنتان من المعالم الستة المخطط لها في مجمع الكابيتول، الذي يضم المحكمة العليا والجمعية والأمانة العامة، غير مكتملة هما التل الهندسي والنصب التذكاري للشهداء.
نقلت العاصمة رسميًا من شيملا إلى شانديغار في 21 سبتمبر 1953، على أن شانديغار افتتحتها أول رئيس للهند راجندرا براساد رسميًا في 7 أكتوبر 1953.

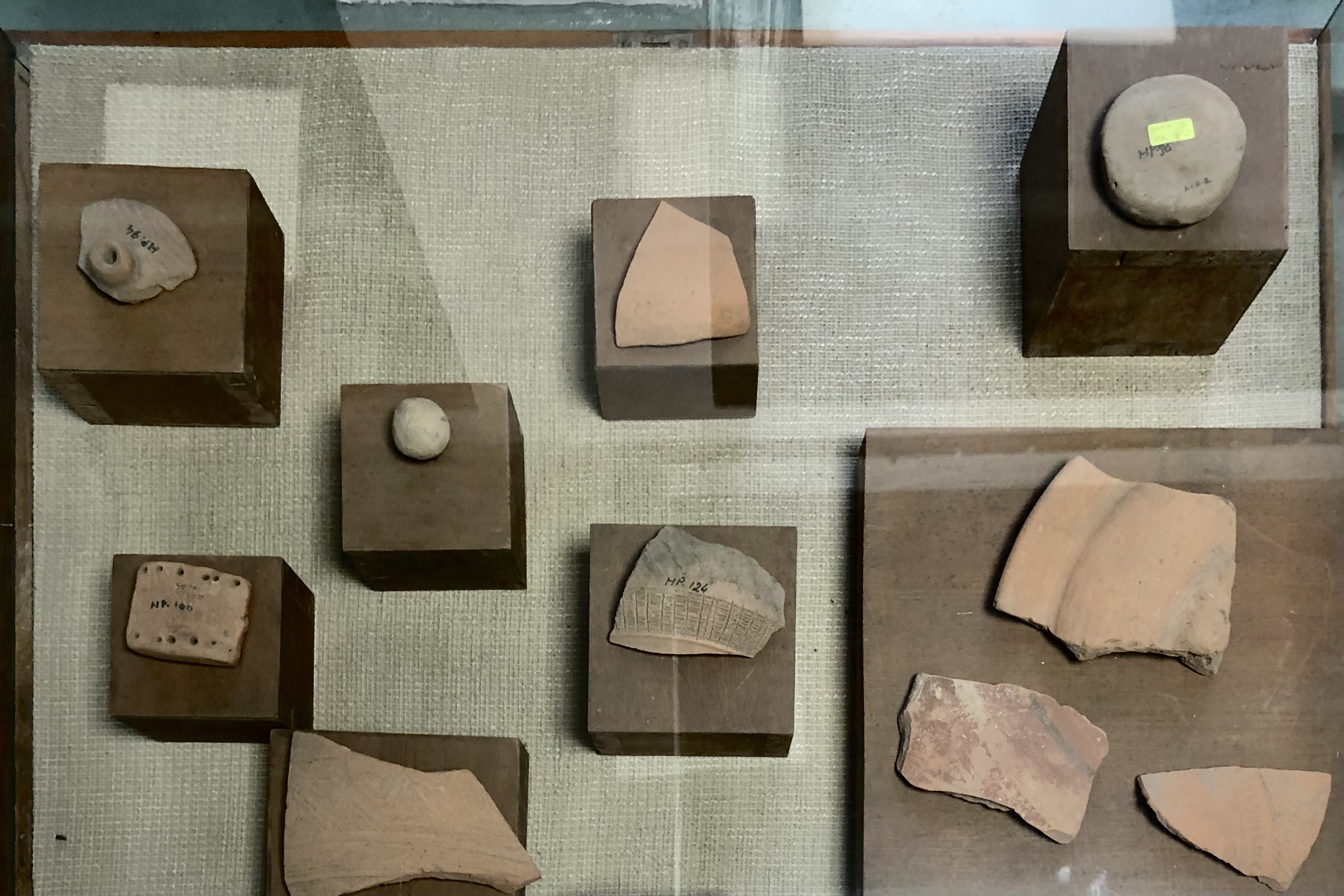
القطع الأثرية العائدة لحضارة وادي السند التي عثر عليها في القطاع 17، شانديغار

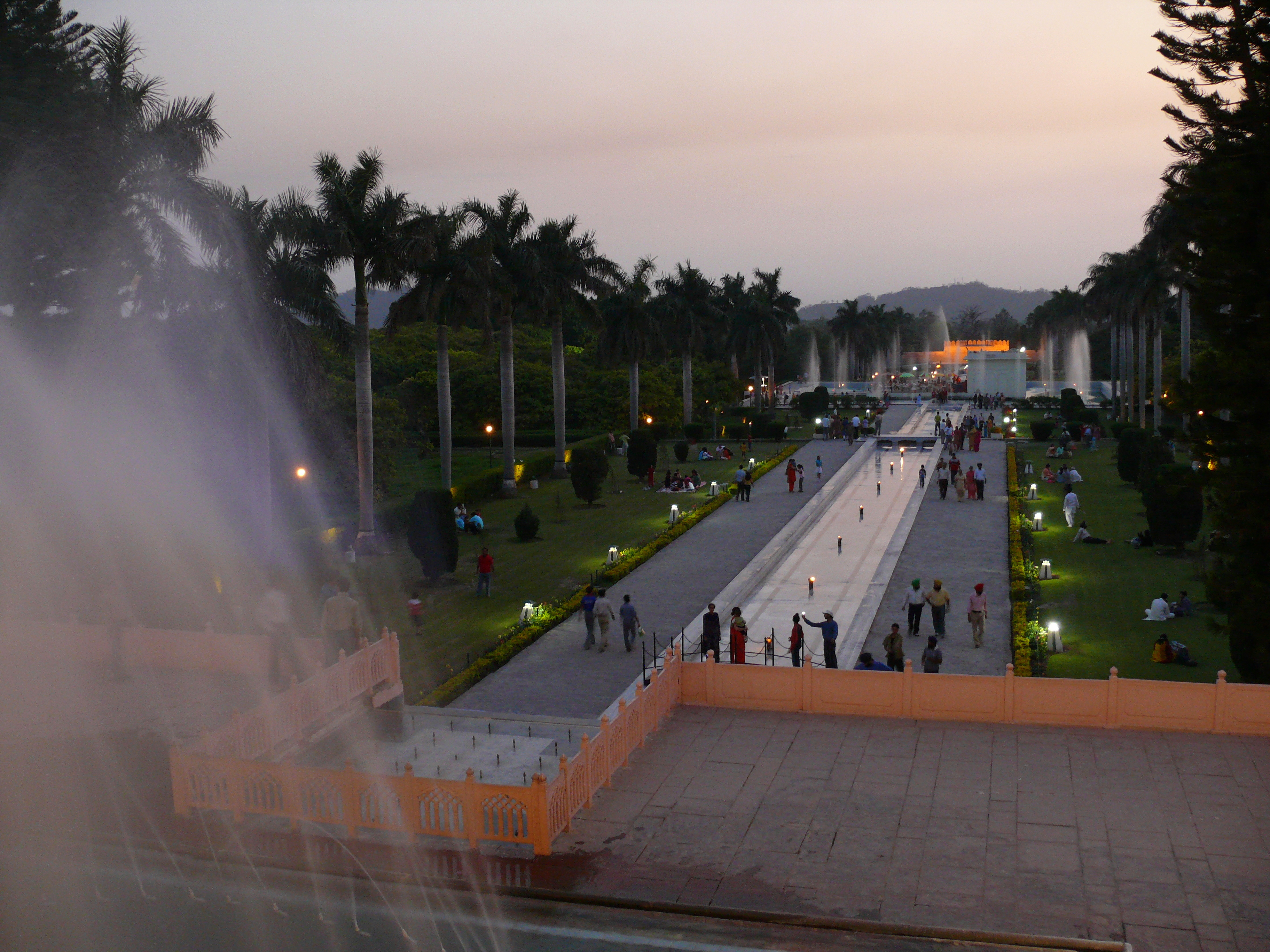
حدائق بينجور المغولية العائدة للقرن السابع عشر الواقعة بالقرب من شانديغار

عُثر على قطع أثرية من حضارة وادي السند أثناء الحفر لبناء المدينة، مما يدل على أن المنطقة المعروفة اليوم بشانديغار كانت مأهولة وقت حضارة وادي السند. قُسمت ولاية البنجاب إلى ولايتي في 1 نوفمبر 1966 بعد حركة طويلة للمطالبة بإنشاء دولة بنجابية؛ القسمين هما الجزء الغربي والشمالي الناطق بالبنجابية أصبح ولاية البنجاب الحالية، بينما أصبحت المناطق الشرقية والجنوبية الناطقة بالهندية والهاريانفي ولاية هاريانا. كانت شانديغار على الحدود بين الولايتين، وسعت كلاهما لضم المدينة إلى أراضيه. لكن أدارة الحكومة المركزية المدينة وكان من المقرر أن تكون العاصمة المشتركة للولايتين حتى يتم التوصل إلى حل دائم.
كما كانت شانديغار الحالية موقعًا لإمارة قصيرة العمر في أواخر القرن الثامن عشر ويوجد حصن صغير في ماني ماجرا. ولا تزال العديد من القرى التي سبقت المدينة مأهولة بالسكان داخل الكتل الحديثة لبعض القطاعات بينما تقع العديد من القرى الأخرى على أطراف المدينة.

## الجغرافيا

خريطة شانديغار

تقع مدينة شانديغار على سفوح جبال شيفاليك التابعة لسلسلة الهيمالايا في شمال غرب الهند وتمتد على مساحة تقريبية تبلغ 114 كيلومترًا مربعًا. تحدها ولايتا البنجاب وهاريانا وتقع الولاية عند إحداثيات 30°44′N 76°47′E / 30.74°N 76.79°E.
بنيت المدينة على منطقة واسعة من الأراضي الزراعية المستوية والخصبة. يقع الجزء الشمالي الشرقي منها أجزاء من منطقة بهابار بينما تقع باقي أراضيها في سهل تيراي. ومن المدن المجاورة لها موهالي ونيو شانديغار وباتيالا وزيراكبور وروبناجار في ولاية البنجاب وبانتشكولا وأمبالا في هاريانا.

### المناخ
تتميز شانديغار بمناخ شبه استوائي رطب (كوبن: Cwa) يوجد تنوع موسمي واضح: صيف شديد الحرارة وشتاء معتدل، وهطول أمطار غير مستقر بالإضافة إلى تباين كبير في درجات الحرارة التي تتراوح بين −1 إلى 45 °م أو 30.2 إلى 113.0 °ف. ويصل متوسط الهطول السنوي للأمطار إلى 1,110.7 مليمتر أو 43.73 بوصة.
| البيانات المناخية لـشانديغار (1991-2020، الدرجات القصوى في 1954–2010) | البيانات المناخية لـشانديغار (1991-2020، الدرجات القصوى في 1954–2010) | البيانات المناخية لـشانديغار (1991-2020، الدرجات القصوى في 1954–2010) | البيانات المناخية لـشانديغار (1991-2020، الدرجات القصوى في 1954–2010) | البيانات المناخية لـشانديغار (1991-2020، الدرجات القصوى في 1954–2010) | البيانات المناخية لـشانديغار (1991-2020، الدرجات القصوى في 1954–2010) | البيانات المناخية لـشانديغار (1991-2020، الدرجات القصوى في 1954–2010) | البيانات المناخية لـشانديغار (1991-2020، الدرجات القصوى في 1954–2010) | البيانات المناخية لـشانديغار (1991-2020، الدرجات القصوى في 1954–2010) | البيانات المناخية لـشانديغار (1991-2020، الدرجات القصوى في 1954–2010) | البيانات المناخية لـشانديغار (1991-2020، الدرجات القصوى في 1954–2010) | البيانات المناخية لـشانديغار (1991-2020، الدرجات القصوى في 1954–2010) | البيانات المناخية لـشانديغار (1991-2020، الدرجات القصوى في 1954–2010) | البيانات المناخية لـشانديغار (1991-2020، الدرجات القصوى في 1954–2010) |
| الشهر                                                                 | يناير                                                                 | فبراير                                                                | مارس                                                                  | أبريل                                                                 | مايو                                                                  | يونيو                                                                 | يوليو                                                                 | أغسطس                                                                 | سبتمبر                                                                | أكتوبر                                                                | نوفمبر                                                                | ديسمبر                                                                | المعدل السنوي                                                         |
| --------------------------------------------------------------------- | --------------------------------------------------------------------- | --------------------------------------------------------------------- | --------------------------------------------------------------------- | --------------------------------------------------------------------- | --------------------------------------------------------------------- | --------------------------------------------------------------------- | --------------------------------------------------------------------- | --------------------------------------------------------------------- | --------------------------------------------------------------------- | --------------------------------------------------------------------- | --------------------------------------------------------------------- | --------------------------------------------------------------------- | --------------------------------------------------------------------- |
| الدرجة القصوى °م (°ف)                                                 | 27.7 (81.9)                                                           | 32.8 (91.0)                                                           | 37.8 (100.0)                                                          | 42.6 (108.7)                                                          | 46.0 (114.8)                                                          | 45.3 (113.5)                                                          | 42.0 (107.6)                                                          | 39.0 (102.2)                                                          | 37.5 (99.5)                                                           | 37.0 (98.6)                                                           | 34.0 (93.2)                                                           | 28.5 (83.3)                                                           | 46.0 (114.8)                                                          |
| متوسط درجة الحرارة الكبرى °م (°ف)                                     | 18.2 (64.8)                                                           | 22.6 (72.7)                                                           | 28.0 (82.4)                                                           | 34.6 (94.3)                                                           | 38.6 (101.5)                                                          | 37.7 (99.9)                                                           | 34.1 (93.4)                                                           | 33.2 (91.8)                                                           | 32.9 (91.2)                                                           | 32.0 (89.6)                                                           | 27.0 (80.6)                                                           | 22.1 (71.8)                                                           | 29.9 (85.8)                                                           |
| متوسط درجة الحرارة الصغرى °م (°ف)                                     | 7.2 (45.0)                                                            | 10.4 (50.7)                                                           | 14.7 (58.5)                                                           | 20.3 (68.5)                                                           | 24.7 (76.5)                                                           | 26.7 (80.1)                                                           | 26.9 (80.4)                                                           | 26.2 (79.2)                                                           | 24.4 (75.9)                                                           | 18.4 (65.1)                                                           | 12.3 (54.1)                                                           | 8.0 (46.4)                                                            | 18.2 (64.8)                                                           |
| أدنى درجة حرارة °م (°ف)                                               | 0.0 (32.0)                                                            | 0.0 (32.0)                                                            | 4.2 (39.6)                                                            | 7.8 (46.0)                                                            | 13.4 (56.1)                                                           | 14.8 (58.6)                                                           | 14.2 (57.6)                                                           | 17.2 (63.0)                                                           | 14.3 (57.7)                                                           | 9.4 (48.9)                                                            | 3.7 (38.7)                                                            | 0.0 (32.0)                                                            | 0.0 (32.0)                                                            |
| معدل هطول الأمطار مم (إنش)                                            | 37.8 (1.49)                                                           | 37.3 (1.47)                                                           | 27.4 (1.08)                                                           | 17.5 (0.69)                                                           | 26.8 (1.06)                                                           | 146.7 (5.78)                                                          | 275.6 (10.85)                                                         | 273.0 (10.75)                                                         | 154.6 (6.09)                                                          | 14.2 (0.56)                                                           | 5.2 (0.20)                                                            | 22.3 (0.88)                                                           | 1٬038٫4 (40.88)                                                       |
| متوسط الأيام الممطرة                                                  | 2.3                                                                   | 3.0                                                                   | 2.2                                                                   | 1.9                                                                   | 2.2                                                                   | 6.5                                                                   | 9.8                                                                   | 11.1                                                                  | 6.0                                                                   | 0.8                                                                   | 0.5                                                                   | 1.3                                                                   | 47.5                                                                  |
| متوسط الرطوبة النسبية (%) (at {{{time day}}})                         | 47                                                                    | 42                                                                    | 34                                                                    | 23                                                                    | 23                                                                    | 39                                                                    | 62                                                                    | 70                                                                    | 59                                                                    | 40                                                                    | 40                                                                    | 46                                                                    | 44                                                                    |
| المصدر: دائرة الأرصاد الجوية (الهند)                                  |                                                                       |                                                                       |                                                                       |                                                                       |                                                                       |                                                                       |                                                                       |                                                                       |                                                                       |                                                                       |                                                                       |                                                                       |                                                                       |

### الطبيعة
شانديغار مليئة بحدائق أشجار البانيان والأوكالبتوس والأشوكا وخيار الشنبر والتوت وغيرها. المدينة محاطة بغابات تحافظ على تنوع الأنواع الحيوانية والنباتية. تعيش في Sukhna Lakeمجموعة متنوعة من البط والإوز وتجذب الطيور المهاجرة من سيبيريا واليابان في الشتاء، وهي بحيرة اصطناعية بمساحة 3 كم²، أنشئت في عام 1958 في القطاع 1 بعد بناء سد Sukhna Choe على جدول موسمي ينبع من تلال شيفاليك.

تشتهر المدينة بأحزمتها الخضراء والمتنزهات السياحية. تحتوي حديقة الصخرة منحوتات مصنوعة من مجموعة متنوعة من النفايات. تعتبر حديقة ذاكر حسين للورود أكبر حديقة ورود في آسيا وبها حوالي 825 نوعًا من الورود وأكثر من 32,500 نوع من النباتات والأشجار الطبية. ومن الحدائق الأخرى حديقة العطور في القطاع 36 وحديقة النخيل في القطاع 42 وحديقة الفراشات في القطاع 26 ووادي في القطاع 49 والحديقة اليابانية في القطاع 31 وحديقة المدرجات في القطاع 33 وحديقة شانتي كونج والحديقة النباتية وحديقة البوغانفيليا. 

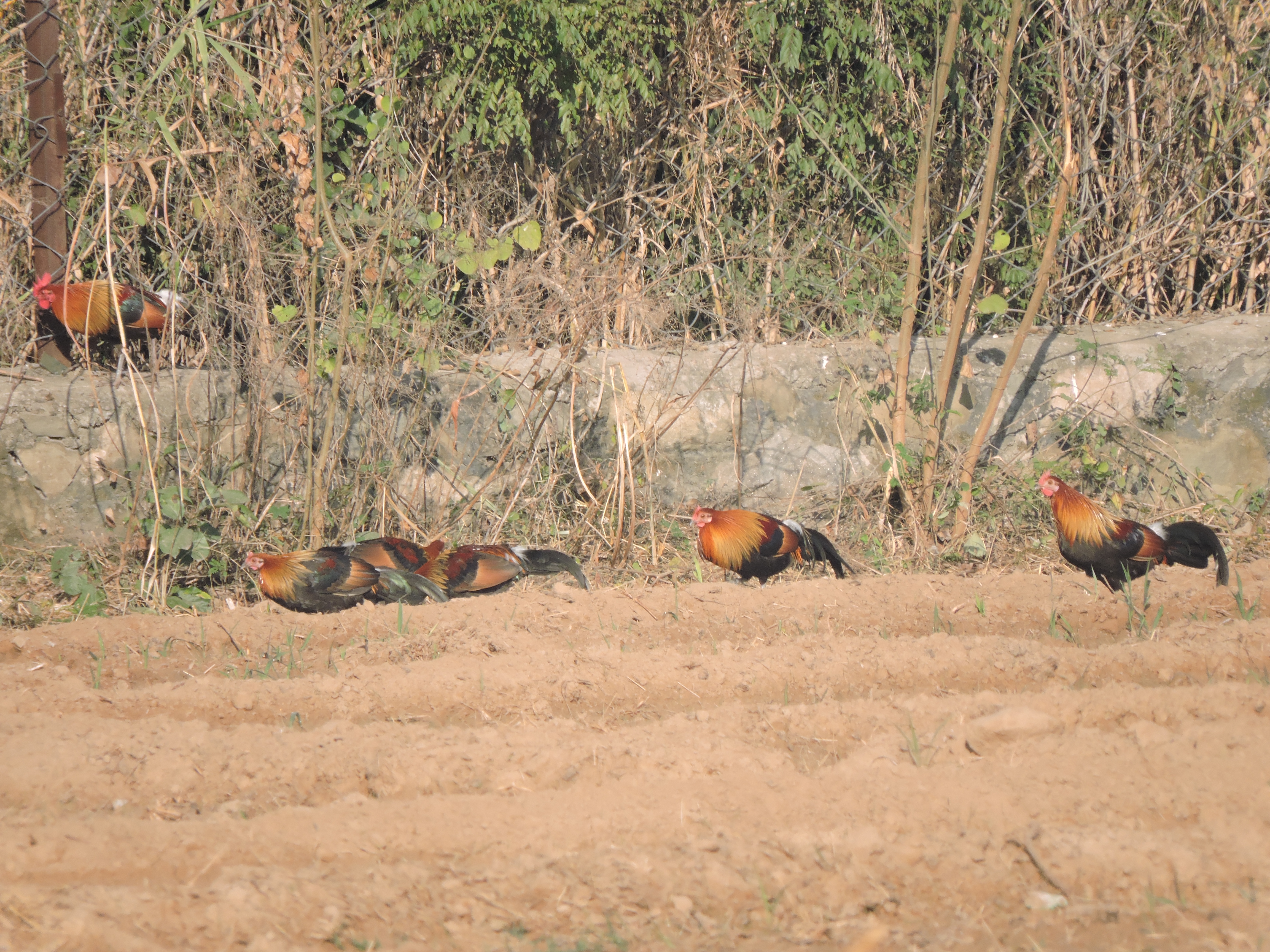
طيور الغابة في محمية السخنة للحياة البرية، شانديغار
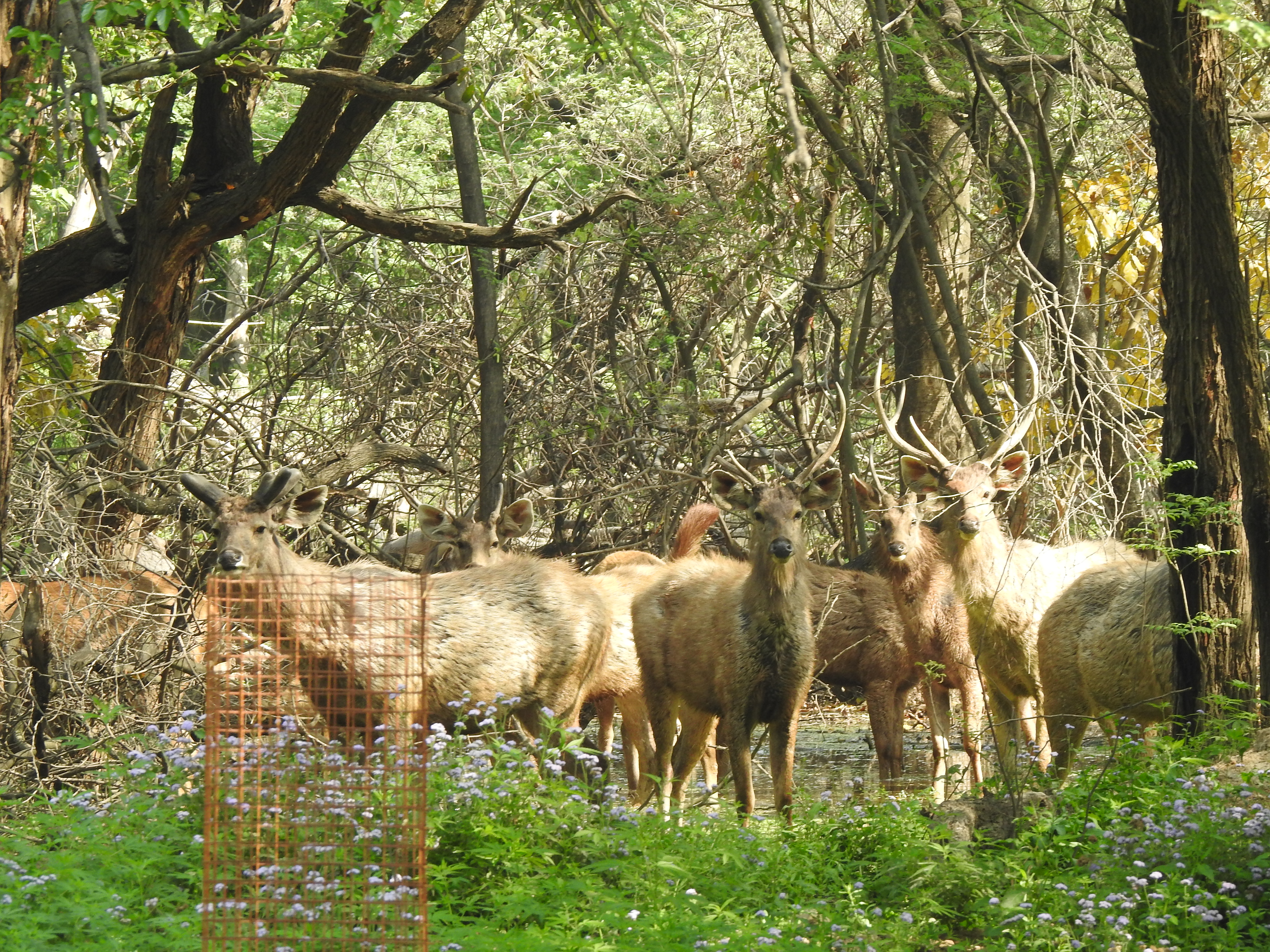
غزال صمبر في سيتي فورست بارك، شانديغار
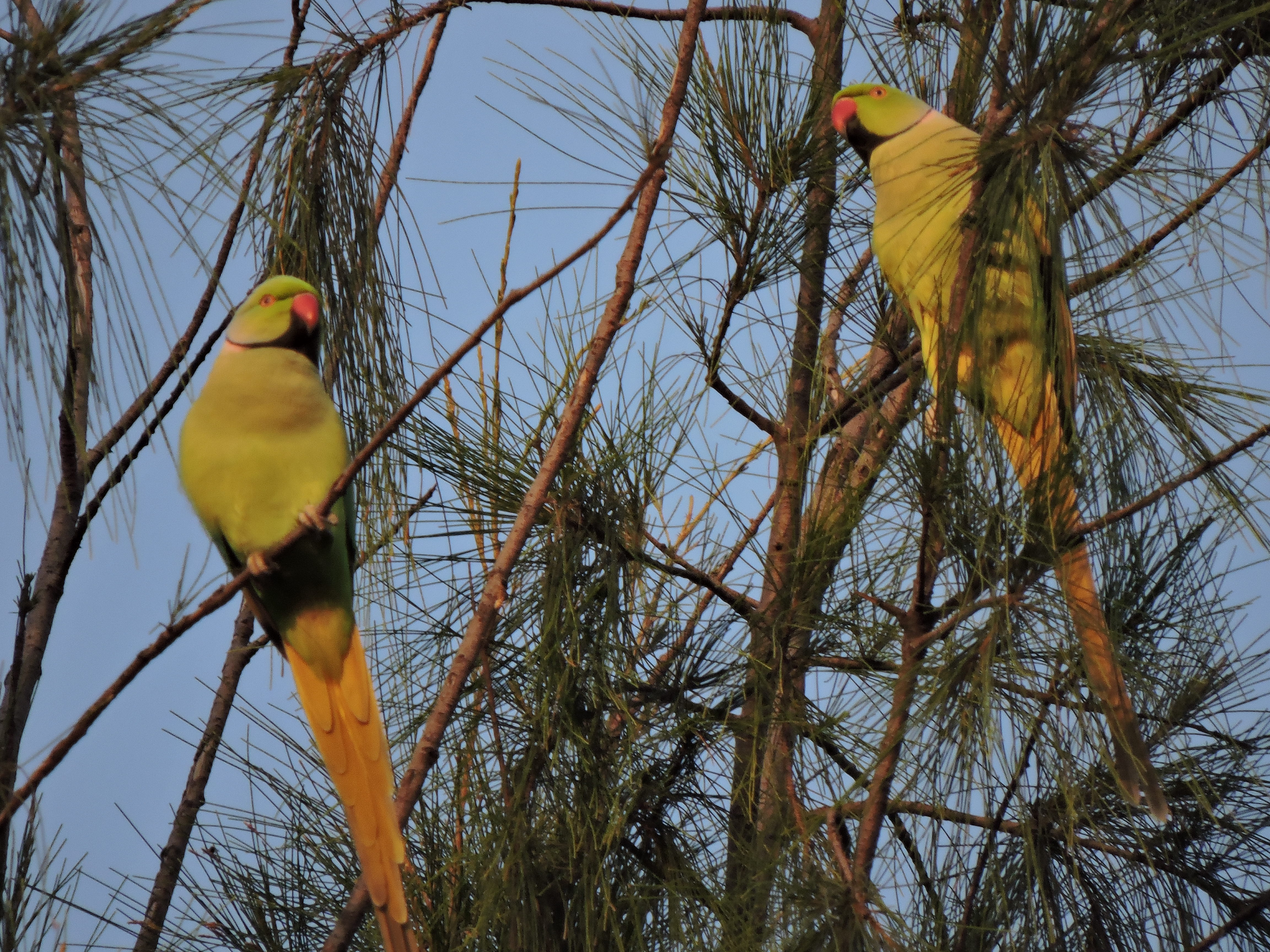
ببغاوات في محمية طيور الببغاء
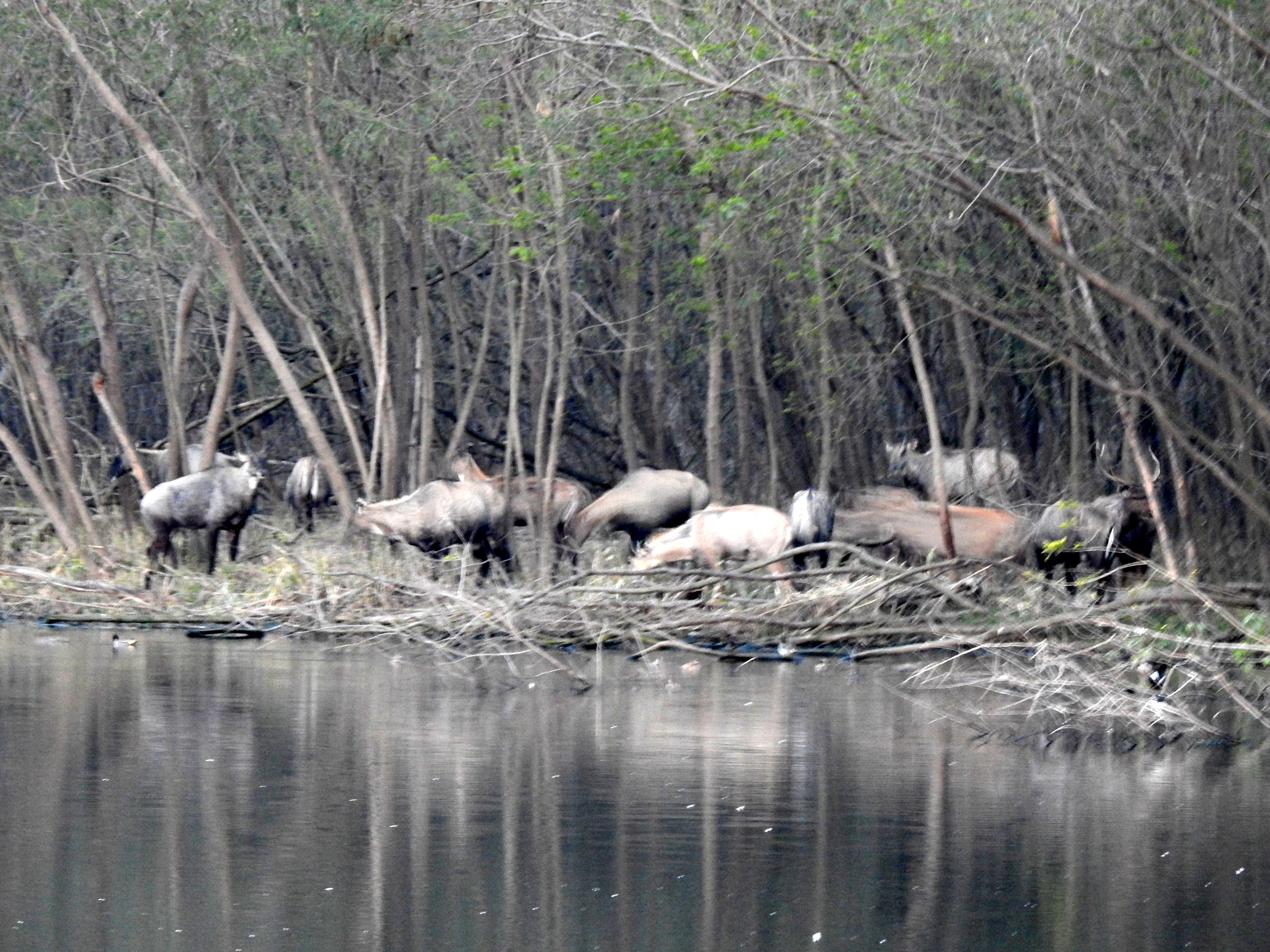
نيلجاي، بحيرة داناس، شانديغار

## السكان
بلغ عدد سكان شانديغار 1,055,450 نسمة في تعداد 2011، بكثافة سكانية تقدر بحوالي 9,252 (7,900 في عام 2001) شخص لكل كيلومتر مربع. يشكل الذكور 55% من السكان والإناث 45%. نسبة الجنس هي 818 أنثى لكل 1000 ذكر ونسبة جنس الأطفال هي 880 أنثى لكل ألف ذكر. معدل الإلمام بالقراءة والكتابة في شانديغار يبلغ 86.77% وهو أعلى من المتوسط الوطني، وتبلغ نسبة القراءة والكتابة للذكور 90.81% وللإناث 81.88%. يمثل سكان شانديغار 0.09% من سكان الهند في عام 2011.
شهدت شانديغار انخفاضًا كبيرًا في معدل النمو السكاني فسجلت نموًا بنسبة 17.10% فقط بين عامي 2001 و2011. وقد انخفض معدل النمو من 394.13% في الفترة ما بين 1951-1961 إلى 17.10% ويرجح أن السبب في ذلك هو التحضر السريع والتطور في المدن المجاورة.
لغات شانديغار (2011)

### اللغات
اللغة الإنجليزية هي اللغة الرسمية في شانديغار. تتحدث الأغلبية الساحقة من السكان اللغة الهندية بنسبة 67.76٪، في حين يتحدث 22.02٪ اللغة البنجابية. المدارس الحكومية تعتمد الكتب المدرسية باللغات الإنجليزية والهندية والبنجابية. شهدت نسبة المتحدثين باللغة البنجابية انخفاضًا من 36٪ في عام 1981 إلى 22٪ في عام 2011، بينما زادت نسبة المتحدثين باللغة الهندية من 51٪ إلى 78٪.

### الدين
| أديان شانديغار (2011) | أديان شانديغار (2011) | أديان شانديغار (2011) | أديان شانديغار (2011) | أديان شانديغار (2011) |
| --------------------- | --------------------- | --------------------- | --------------------- | --------------------- |
| الدين                 | الدين                 |                       | النسبة                | النسبة                |
| الهندوسية             | الهندوسية             |                       | 80.71%                | 80.71%                |
| السيخية               | السيخية               |                       | 13.11%                | 13.11%                |
| الإسلام               | الإسلام               |                       | 4.87%                 | 4.87%                 |
| المسيحية              | المسيحية              |                       | 0.83%                 | 0.83%                 |
| أخرى                  | أخرى                  |                       | 0.4%                  | 0.4%                  |

الهندوسية هي الديانة أغلب سكان شانديغار فيدين بها 80.71% من السكان. تبتعها السيخية بنسبة 13.11% من السكان يليها الإسلام بنسبة 4.87%. أما الأقليات فيوجد في المدينة المسيحيين بنسبة 0.83% والجاينيين بنسبة 0.19% والبوذيين بنسبة 0.11% وأولئك الذين لم يذكروا دينًا بنسبة 0.10% وأديان أخرى بنسبة 0.02%.
تنتشر أماكن العبادة في جميع أنحاء المدينة، وتوجد العديد منها في كل قطاع منها معبد ماتا باسانتي ديفي التاريخي في القطاع 24. يُكرس هذا المعبد للإلهة شيتلا ويُقصد بشكل خاص في الثلاثاء الأول من شهر شيترا بعد عيد هولي. تعتبر معابد شاندي ماندير وماتا مانسا ديفي وماتا جايانتي ديفي من المعابد الهندوسيةالرئيسية وتقع بالقرب من شانديغار. كما يوجد ندى صاحب غورودوارا وهو مكان معروف لعبادة السيخ مجاور للمدينة. بالإضافة إلى ذلك يوجد مسجدان تاريخيان في مانيماجرا وبوريل.

## الصحة
يوضح الجدول أدناه البيانات من ملف التغذية في المنطقة للأطفال دون سن 5 سنوات في شانديغار في عام 2020.
| المؤشر             | عدد الأطفال (<5 سنوات) | النسبة (2020) | النسبة (2016) |
| ------------------ | ---------------------- | ------------- | ------------- |
| متقزم              | 23,133                 | 25%           | 29%           |
| هزيل               | 7,690                  | 8%            | 11%           |
| هزيل بشدة          | 2,140                  | 2%            | 4%            |
| نقس الوزن          | 18,799                 | 21%           | 24%           |
| زيادة الوزن/السمنة | 1,692                  | 2%            | 1%            |
| فقر الدم           | 44,830                 | 55%           | 73%           |
| مجموع الأطفال      | 91,436                 | 91,436        | 91,436        |

يوضح الجدول أدناه الملف الغذائي للمنطقة للنساء في شانديغار اللائي تتراوح أعمارهن بين 15 و49 عاما في عام 2020.
| المؤشر                                    | عدد النساء (15–49 سنوات) | النسبة (2020) | النسبة (2016) |
| ----------------------------------------- | ------------------------ | ------------- | ------------- |
| نقص الوزن (مؤشر كتلة الجسم <18.5 كجم/م^2) | 57,268                   | 13%           | 13%           |
| زيادة الوزن/السمنة                        | 193,769                  | 44%           | 41%           |
| ارتفاع ضغط الدم                           | 110,178                  | 25%           | 12%           |
| السكري                                    | 83,415                   | 29%           | غير متوفر     |
| فقر الدم (ليست حامل)                      | 264,506                  | 60%           | 76%           |
| مجموع النساء                              | 440,183                  | 440,183       | 440,183       |

## الحكومة والسياسة

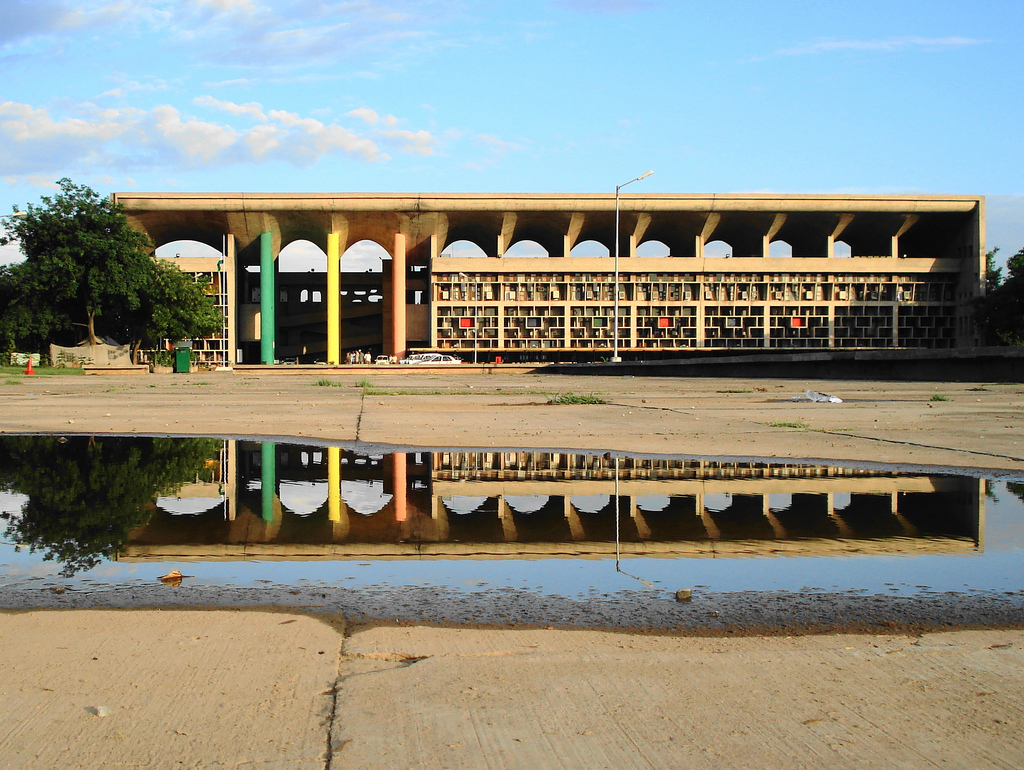
المحكمة العليا في بنجاب وهاريانا التي صممها لو كوربوزييه

شانديغار هو إقليم اتحادي لذا لا تُجرى انتخابات مجلس الإقليم وتخضع مباشرة لسيطرة الحكومة المركزية يدل على ذلك المادة 239 من دستور الهند . يُخصص مقعد واحد لشانديغار في انتخابات لوك سابها التي تُعقد كل خمس سنوات. مانيش تيواري (المؤتمر الوطني) هو عضو البرلمان المُنتخب في عام 2024 من دائرة شانديغار لوك سابها الانتخابية.
شغل حاكم البنجاب منصب مدير شانديغار في الوقت نفسه منذ عام 1984. جولاب تشاند كاتاريا هو مدير الإقليم الاتحادي منذ 27 يوليو 2024. تُدار المدينة بواسطة إدارة مدنية أو حكومة محلية برئاسة مفوض البلدية أنينديتا ميترا والعمدة ساربجيت كور. تضم المدينة 35 جناحًا يُمثلها 35 مستشارًا منتخبًا بالإضافة إلى 9 مستشارين مُعينين.
أعلن وزير الداخلية الاتحادي أميت شاه في 27 مارس 2022 أن موظفي شانديغار الذين كانوا يعملون وفقًا لقواعد خدمة البنجاب حتى عام 2022، سيعملون وفقًا لقواعد الخدمة المدنية المركزية اعتبارًا من 1 أبريل 2022. وقد انتقدت الأحزاب السياسية مثل AAP والمؤتمر الوطني الهندي وAkali Dal هذه الخطوة.

### المرافق المدنية
تقع على عاتق هيئة Municipal Corporation Chandigarh مسؤوليات رئيسية تشمل ضمان النظافة والصرف الصحي في المدينة وإنارة الشوارع وصيانة الحدائق وإدارة الصرف الصحي. تخدم المدينة شبكة مجاري مكونة من الطوب والأنابيب على أربع مراحل. أعلنت الهيئة عن خطط لتحديث وتجديد نظام الصرف الصحي الذي يعود تاريخه إلى 50 عامًا في سبتمبر 2020. كان من المتوقع أن ينطلق المشروع التجريبي لتوفير المياه على مدار الساعة في شانديغار في مايو 2021، والذي كان مقررًا في الأصل أن يبدأ في سبتمبر 2020 وينتهي في مارس 2022. لم يصدر مجلس إدارة مدينة شانديغار الذكية المحدودة (CSCL) قرارًا نهائيًا بعد حتى 8 أبريل 2021.
في عام 2021، قامت الشركة التي يديرها حزب بهاراتيا جاناتا بزيادة تعريفة المياه بنسبة تتراوح بين 1.5 و2.5 مرة في عام 2021، مما أثار ذلك استياءً كبير بين السكان. شهدت المدينة في نفس العام نقصًا حادًا في مواقف السيارات وقد تفاقمت المشكلة بزيادة البلدية لأسعار المواقف بنسبة 17٪. وأيضا زادت رسوم جمع النفايات وتعريفة المياه ومعدلات ضريبة الأملاك من 2016 إلى 2021 وهو أيضا ما لم يعجب السكان.
تم التشكيك في ما إذا كانت الحكومة المحلية قد قدمت ما يكفي من تدابير الإغاثة في ظل جائحة فيروس كورونا. وقد وُجهت اتهامات لأعضاء المجلس الحاليين بأنهم لم يخدم السكان وقت حاجتهم للدعم.

### النظافة
كانت شانديغار تحتل المرتبة الثانية في تصنيف أنظف مدينة في الهند في عام 2016. انخفض تصنيف شانديغار بمقدار 66 مركزًا في قائمة أنظف المدن الهندية في عام 2021، حيث تكدست النفايات في مكب دادو ماجرا. كانت النظافة في المدينة في السابق مصدر فخر ولكن تدهورها أصبح موضوعًا رئيسيًا في الاستطلاعات.

## الاقتصاد

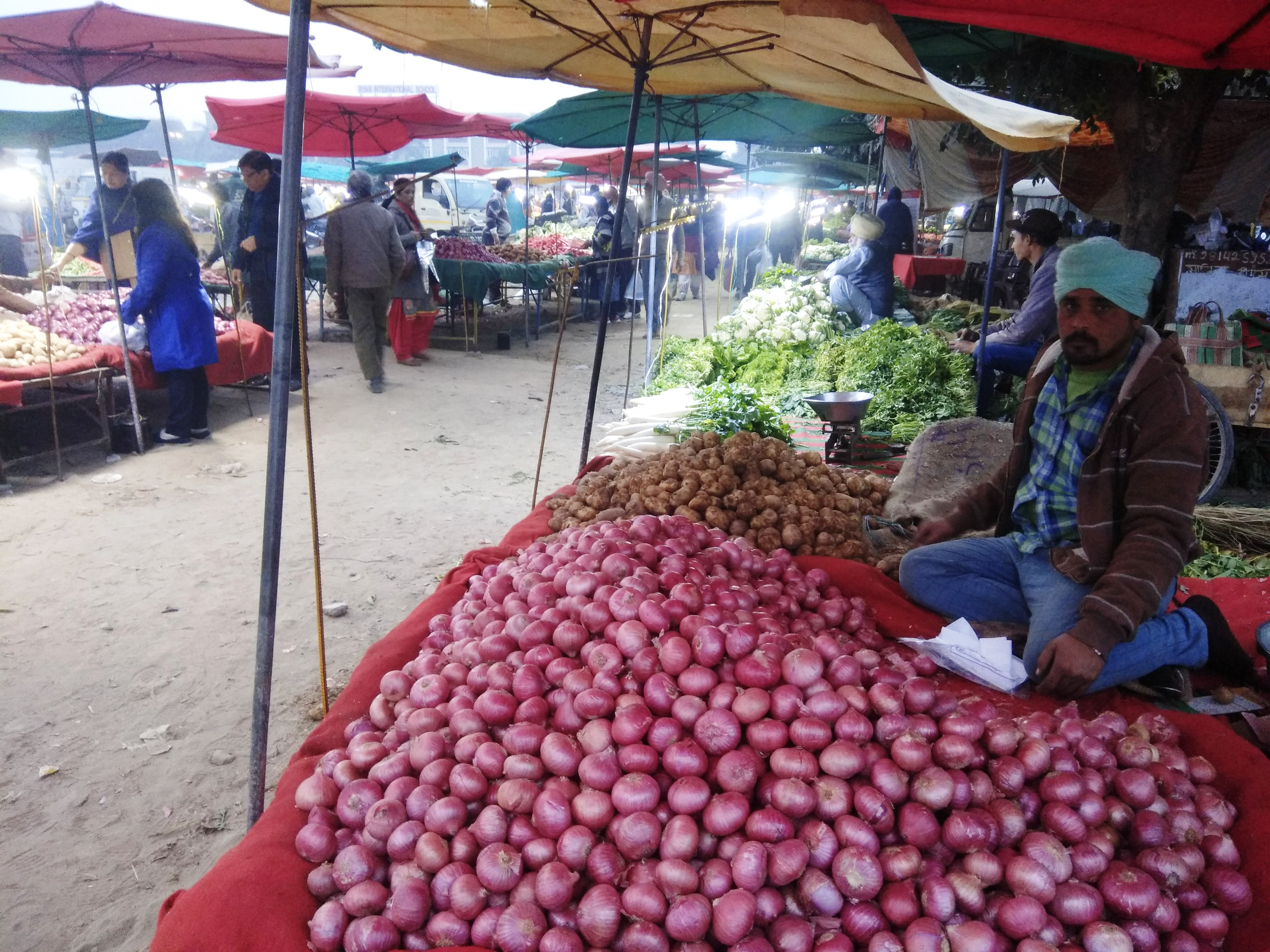
سوق المزارعين في شانديغار

تُعد شانديغار من بين "أغنى المدن" في الهند. وقد صنفها بنك الاحتياطي الهندي في المرتبة الثالثة كأكبر مركز للإيداع والسابعة كأكبر مركز للائتمان على مستوى البلاد في يونيو 2012. يصل متوسط دخل الأسرة الشهري إلى 199000 روبية هندية (3٬300 دولار أمريكي). يُقدر الناتج المحلي الإجمالي لشانديغار للعام المالي 2014-2015 بـ 290 مليار روبية (4.3 مليار دولار أمريكي) بالأسعار الجارية. احتلت شانديغار المركز الرابع ضمن أفضل 50 مدينة كـ "وجهات ناشئة لخدمات تكنولوجيا المعلومات" متقدمة على مدن مثل بيلدون (أمريتسار) بحسب استطلاع أُجري في عام 2014.
حديقة راجيف غاندي التكنولوجية في شانديغار، المعروفة أيضًا بحديقة شانديغار لتكنولوجيا المعلومات هي منطقة اقتصادية خاصة تضم مرافق لتكنولوجيا المعلومات. هذه المنطقة التكنولوجية قد غيرت المشهد الاقتصادي للمدينة والمناطق المحيطة بها فساهمت في تعزيز النمو الاقتصادي وخاصة في قطاع الخدمات.

### قطاع الخدمات
التجارة والأعمال هما النشاط الرئيسي بالمدينة. توجد أربع منظمات رئيسية لترويج التجارة في شانديغار هي غرف التجارة والصناعة المرتبطة وASSOCHAM India واتحاد غرف التجارة والصناعة الهندية وغرفة الدكتوراه للتجارة والصناعة بالإضافة إلى اتحاد الصناعة الهندية الذي له مكتب إقليمي في شانديغار.
كان من المتوقع أن يبدأ مترو شانديغار العمل بحلول عام 2019 لكن عضو البرلمان عن شانديغار كيرون خير عارضت المشروع، تمت الموافقة على المشروع الذي أُلغي في البداية في عام 2017 بسبب انخفاض الجدوى المالية، في مارس 2023 وحصل على تصريح رسمي في يوليو 2024 من حكومتي البنجاب وهاريانا. وعدت كيرون خير بإنشاء مدينة سينمائية في شانديغار، لكنها واجهت صعوبات في الحصول على أرض في شانديغار بعد فوزها بالمقعد. قبلت إدارة شانديغار اقتراحها ويجري الآن اقتراح إنشاء مدينة السينما في سارانجبور، شانديغار.

## المهرجانات
تُقام فعاليات Ramlila خلال مهرجان Navratri كل عام في سبتمبر أو أكتوبر، وهي تقليد مستمر منذ أكثر من خمسين عامًا. يقام مهرجان الورود في حديقة ذاكر حسين للورود في فبراير. يُقام كرنفال شانديغار في الأسبوع الأخير من نوفمبر وهو الحدث السياحي السنوي الكبير الذي تنظمه إدارة شانديغار. يشمل الحدث العديد من الأنشطة الترفيهية والنباتية، بما في ذلك إقامة مدينة ملاهٍ وأكشاك وبرامج ثقافية نهارية ويحتفل بالمهرجانات التقليدية البنجابية مثل لوهري وBasant وفيساكي في جميع أنحاء المدينة.

## النقل
أنشئت هيئة النقل الحضرية الموحدة، شانديغار في عام 2023 لتخطيط وتنفيذ احتياجات النقل لمنطقة شانديغار الحضرية.

### الطرق
تتميز شانديغار بأعلى نسبة ملكية للمركبات لكل فرد في الهند. الطرق الفسيحة المحافظ عليها بشكل جيد ومواقف السيارات المنتشرة في أرجاء المدينة تجعل من السهل التنقل بالمدينة. تدير شركة Chandigarh Transport Undertaking (CTU) خدمات الحافلات العامة من محطات الحافلات بين الولايات (ISBT) في القطاعين 17 و43.
ترتبط شانديغار بشكل جيد بالمدن القريبة منها عن طريق الطرق السريعة التالية:
- NH 7 إلى بتيالة في الجنوب الغربي.
- NH 152 إلى أمبالا وكيتهال في الجنوب (يتصل هذا الطريق بطريق NH 44 السريع في أمبالا بطريق باني بت-دلهي).
- NH 5 إلى شيملا في الشمال الشرقي ولوديانا في الغرب.

### الطيران

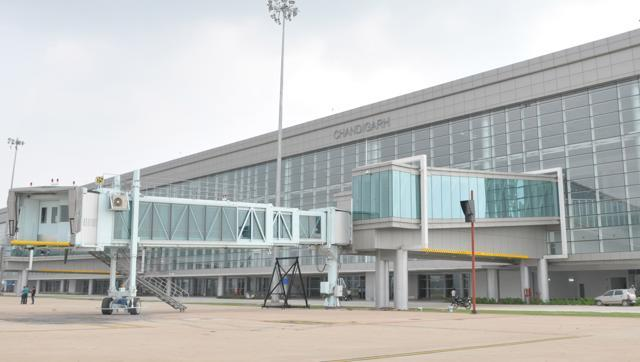
مبنى الركاب الجديد في مطار شانديغار

يوفر مطار شانديغار رحلات تجارية منتظمة إلى المدن الكبرى في الهند. افتتج مبنى الركاب الدولي في عام 2015. يقع المدرج في شانديغار بينما مبنى الركاب في موهالي. حكومتا البنجاب وهاريانا تمتلكان نسبة 24.5٪ لكل منهما في المبنى في حين تمتلك هيئة المطارات الهندية نسبة 51٪.

## التعليم

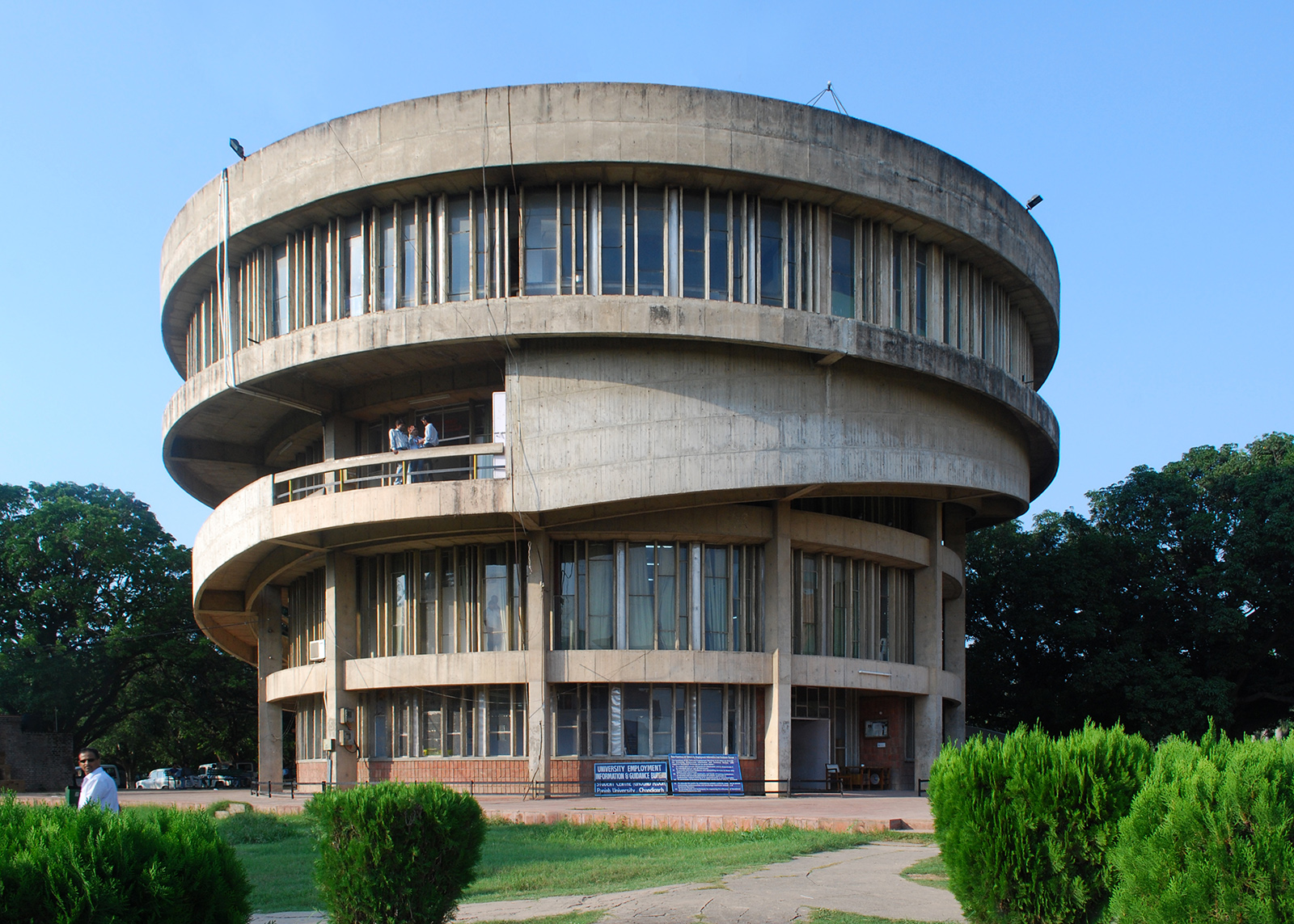
مركز الطلاب، جامعة البنجاب

هناك العديد من المؤسسات التعليمية التي تتنوع بين مدارس القطاع الخاص والعام والكليات في شانديغار. منها جامعة البنجاب ومعهد الدراسات العليا للتعليم الطبي والبحوث وكلية هندسة البنجاب والمعهد الهندي لتعليم العلوم والبحوث والمعهد الوطني لتدريب المعلمين الفنيين والبحوث وكلية الدراسات العليا الحكومية.
تذكر إدارة التعليم في شانديغار وجود 115 مدرسة حكومية في المدينة، منها المدرسة الثانوية النموذجية الحكومية بالقطاع 16 وجواهر نافودايا فيديالايا وبهافان فيديالايا ومدارس الأديرة كمدرسة دير سانت آن ومدرسة سانت جون الثانوية ومدرسة القلب المقدس العليا ومدرسة دير الكرمل، بالإضافة إلى مدارس خاصة أخرى مثل مدرسة دلهي العامة ومدرسة D.A.V. العامة.
أصبحت شانديغار أيضًا مركزًا هامًا لمراكز تدريب IAS في شمال الهند. توسعت المدينة في معاهد التدريب التي تخدم طموحات المتقدمين لامتحانات UPSC مع ازدياد شعبية الخدمات المدنية بين الشباب. يفضل الكثير من الطلاب من الولايات المجاورة مثل هيماجل برديش وهاريانا والبنجاب وإقليم جامو وكشمير الاتحادي الدارسة في شانديغار على دلهي للتحضير لامتحانات IAS نظرًا للظروف المعيشية الأفضل وسهولة الوصول إلى الموارد التعليمية وجودة التعليم في مسح أجرته أكاديمية O2 IAS.

## الرياضة

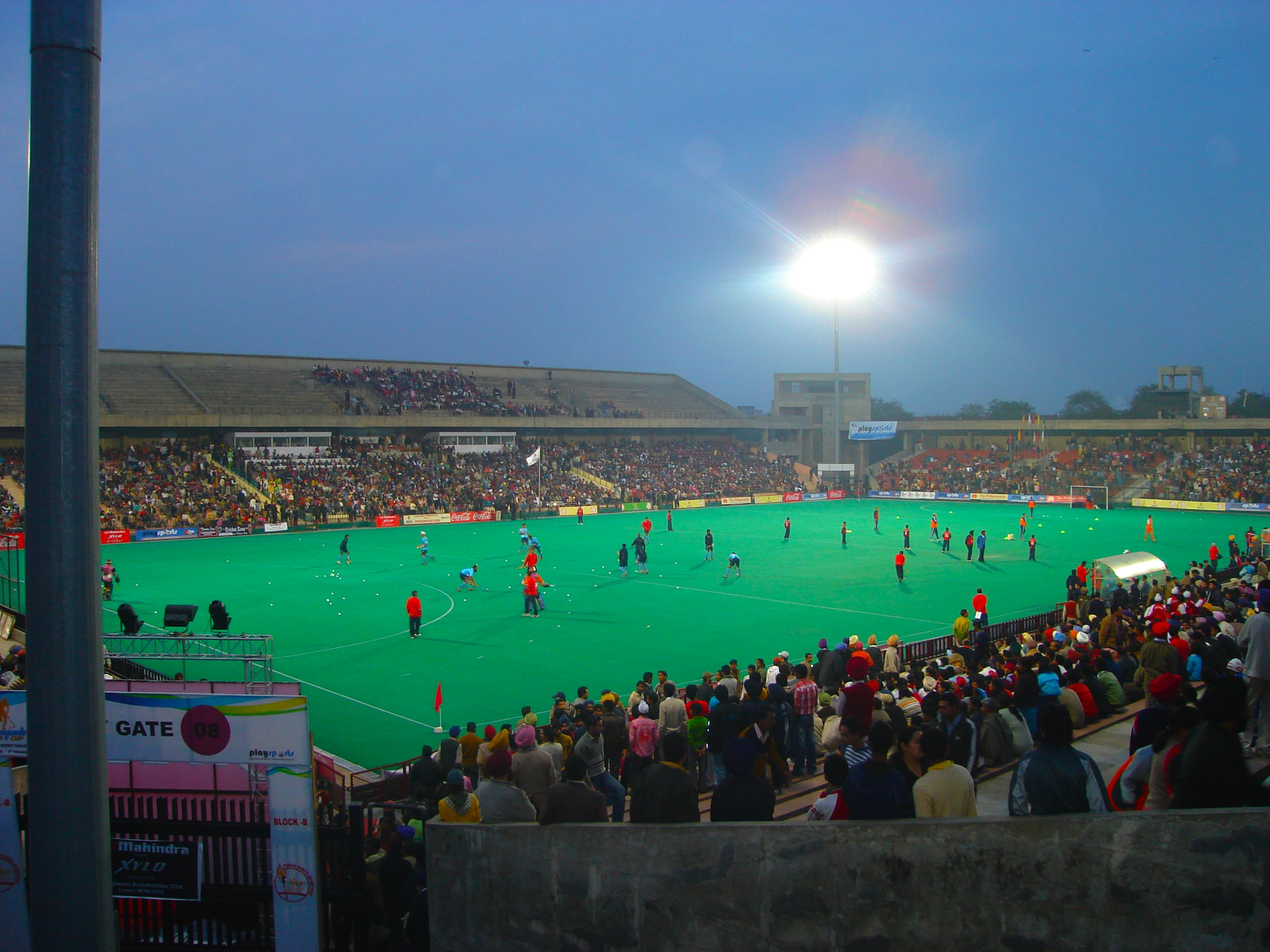
ملعب شانديغار للهوكي في القطاع 42

شهد ملعب القطاع 16 العديد من المباريات الدولية للكريكيت ولكن بعد إنشاء ملعب PCA في موهالي تراجعت أهميته. لكن ما زال يقدم الملعب فرصة للاعبي الكريكيت في المنطقة للتدريب وإجراء المباريات الدولية. يضم نادي شانديغار للغولف ملعبًا يمتد لـ7202 ياردة ويحتوي على 18 حفر، وهو معروف بممراته الضيقة والتحديات به.

## الأعلام
- بيني بانسال  [لغات أخرى]‏ ملياردير ومؤسس موقع فليبكارت.[103]
- ساشين بانسال  [لغات أخرى]‏ ملياردير ومؤسس موقع فليبكارت.[103][104]
- صابر باتيا رجل أعمال هندي أمريكي أسس أوت لوك.كوم.[105]
- Abhinav Bindra الحائز على ميدالية ذهبية أولمبية.[106]
- Nek Chand فنان هندي ومبدع حديقة الصخرة بالمدينة.[107]
- Gurleen Chopra ممثلة بنجابية.[108]
- كابيل ديف لاعب كريكيت هندي دولي سابق.[109]
- ماهي كل ممثلة هندية.[110]
- كيرون خير ممثلة وفنانة مسرحية هندية (أيضا عضو البرلمان عن حزب بهاراتيا جاناتا من المدينة.[111]
- Ramesh Kumar Nibhoria الحائز على جوائز أشدن - المملكة المتحدة.[112]
- جال بانج ممثلة سينمائية هندية وناشطة اجتماعية.[113]
- Gajendra Pal Singh Raghava علم معلومات حيوية.[114]
- كولراج رانداوا ممثلة أفلام بنجابية.[115]
- Jeev Milkha Singh لاعب غولف محترف.[116]
- ميلكا سينغ الحائز على ميدالية ذهبية في ألعاب للكومنولث.[117][118]
- Yuvraj Singh لاعب كريكيت هندي دولي[119]

## روابط خارجية
حكومية
- The Official Website of Chandigarh Administration

معلومات عامة
- شانديغار على مشروع الدليل المفتوح
- معلومات جغرافية متعلقة بشانديغار على خريطة الشارع المفتوح